# Srbac
Srbac (cyr. Србац) – miasto w Bośni i Hercegowinie, w Republice Serbskiej, siedziba gminy Srbac. W 2013 roku liczyło 2707 mieszkańców.